# Río Utcubamba
L’Utcubamba est une rivière du Pérou et un affluent du Marañón, donc un sous-affluent du fleuve Amazone.

## Géographie
L’Utcubamba naît dans les Andes, près de Leimebamba, à 90 kilomètres de Chachapoyas dans la province de Chachapoyas, département d'Amazonas au nord du Pérou. Cette rivière se jette dans le Marañón près de Bagua.
L’Utcubamba n’est pas navigable mais est utilisé par des usines hydroélectriques qui fournissent l’électricité pour une majeure partie de la région.
La vallée de l’Utcubamba est cultivée, le climat tropical et les possibilités d’irrigation à partir de la rivière sont très favorables par exemple pour le manioc, le maïs, le riz, la canne à sucre et la banane.
Ces conditions favorables expliquent la persistance de l'occupation humaine attestée par la présence alentour de nombreux sites archéologiques ; comme Revash et Kuélap. 

## Étymologie
Le nom Utcubamba vient du Quechua. (Utcu = coton, Bamba = pampa). Par le passé, le coton était cultivé dans la vallée de l’Utcubamba.